# France Cegnar (literat)
France Cegnar, slovenski pesnik, prevajalec, urednik in kritik, * 8. december 1826, Sv. Duh pri Škofji Loki, † 14. februar 1892, Trst.

## Življenjepis
Cegnar je po končani gimnaziji in liceju nastopil službo poštnega uradnika. Služboval je v Ljubljani, Pazinu in Trstu, kjer je postal tudi mestni svetnik.

## Delo
Cegnarjeva prigodniška in narodnopotrditvena poezija je izrazno in oblikovno spretna vendar doživljajsko neprepričljiva (Pesmi, 1860). Pomembnejši pa je Cegnar kot prevajalec. Zlasti dobri so njegovi prevodi Schillerjevih tragedij: Marija Stuart (1861), Viljem Tell (1862) in Valenštajn (1866).
Cegnar je pomembno vplival tudi na kritiko, katero je javno zagovarjal še pred F. Levstikom in kot njegov somišljenik polemiziral s P. Hicingerjem in J. Bleiweisom.
Od leta 1848 do 1851 sta v Trstu izhajala dva nacionalna glasila: Slavjanski rodoljub in Jadranski Slavljan pri katerih je Cegnar sodeloval kot urednik. 